# Karen Dalton (cestista)
Karen Jane Dalton (Sydney, 2 gennaio 1961) è un'ex cestista, allenatrice di pallacanestro e dirigente sportiva australiana.
È la sorella di Mark Dalton e di Brad Dalton.

## Carriera
Con l'Australia ha disputato due edizioni dei Giochi olimpici (Los Angeles 1984, Seul 1988) e quattro dei Campionati mondiali (1983, 1986, 1990, 1994).